# Adriano Torelli
Adriano Torelli (Montechiarugolo, 1609 – Guastalla, 7 febbraio 1680) è stato un nobile italiano.

## Biografia

Stemma dei Torelli

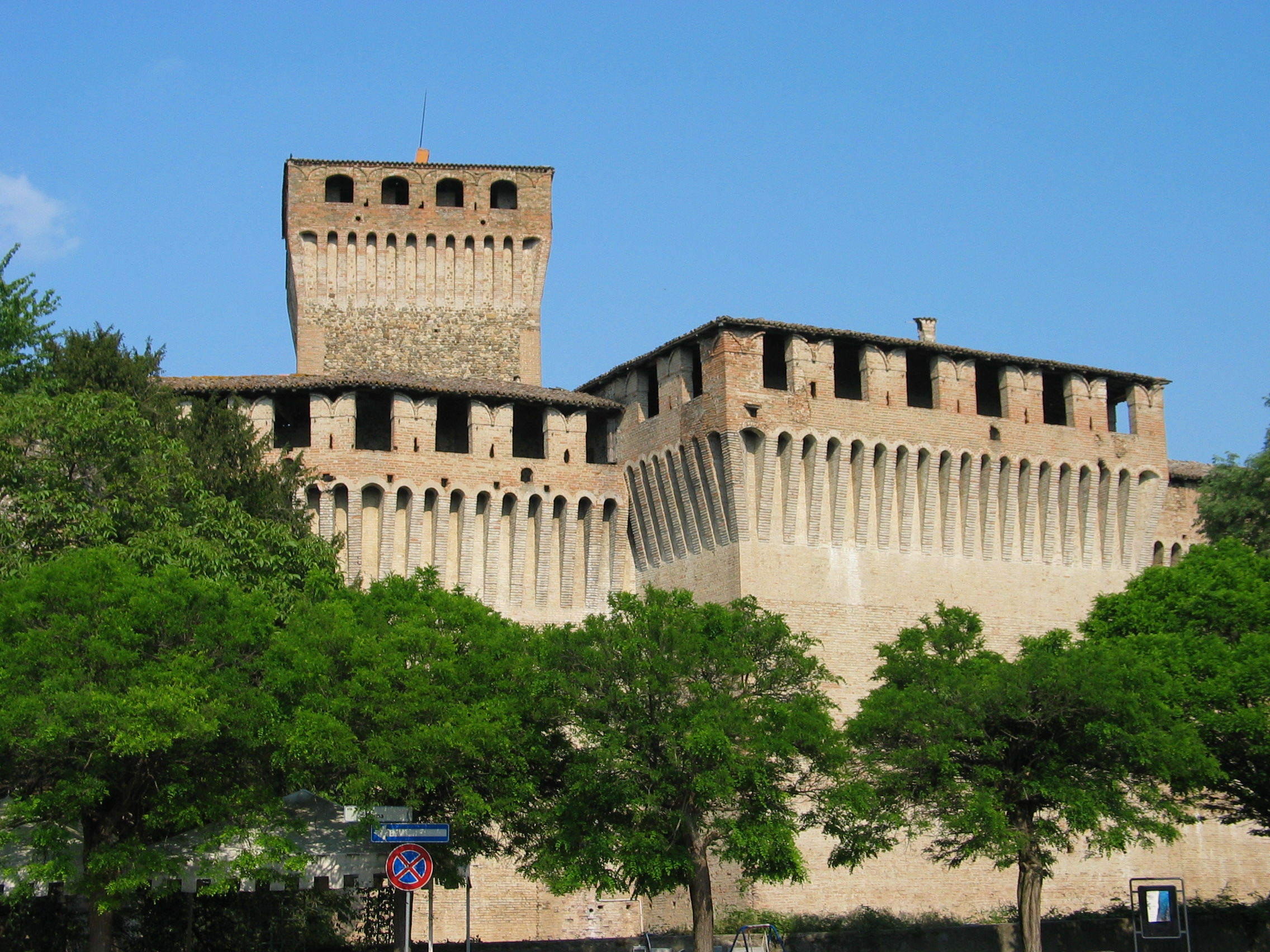
Castello di Montechiarugolo

Adriano era figlio di Pio Torelli, ultimo conte di Montechiarugolo e di sua moglie, la nobile Ginevra Bentivoglio. 
Con l'ascesa al potere di Ranuccio I Farnese, divenuto duca di Parma, si pose l'obbiettivo di creare uno stato forte e indipendente da tutte le varie signorie locali. Nel 1611 fece arrestare il padre Pio con l'accusa di cospirazione contro la sua persona (venne decapitato l'anno seguente) e anche Adriano finì nelle mani dei Farnese. Fu liberato grazie all'aiuto dei frati di Montechiarugolo, che si introdussero nel castello di famiglia. Fu condotto a Gualtieri presso i parenti Bentivoglio. Adriano fu spogliato di tutti i suoi beni, ma godette della protezione degli Estensi e dei Gonzaga. Visse alla corte di Margherita d'Este, duchessa di Guastalla, divenendo maestro di camera. 
Morì a Guastalla nel 1680 e qui fu sepolto.

## Discendenza
Adriano sposò nel 1634 Virginia Zoboli (?-1654) di Parma ed ebbero otto figli:
- Ginevra (?-1702), monaca
- Isabella (?-1668), monaca
- Salinguerra (?-1700), religioso
- Pio (?-1699), cavaliere dell'Ordine del Redentore, sposò Vittoria Tirelli
- Pomponio (?-1706), religioso
- Girolamo Gaetano (?-1707), religioso
- Guido (?-1678)
- Paolo (?-1685)

## Ascendenza
|                                               |                      |                                             | Genitori                                                                              |  |  | Nonni |  |  | Bisnonni                                |  |  | Trisnonni                                   |  |
|                                               |                      |                                             |                                                                                       |  |  |       |  |  | Paolo Torelli, conte di Montechiarugolo |  |  | Francesco Torelli, conte di Montechiarugolo |  |
|                                               |                      |                                             |                                                                                       |  |  |       |  |  | Paolo Torelli, conte di Montechiarugolo |  |  | Francesco Torelli, conte di Montechiarugolo |  |
|                                               |                      | Damigella Trivulzio                         |                                                                                       |  |  |       |  |  | Paolo Torelli, conte di Montechiarugolo |  |  |                                             |  |
| Pomponio Torelli, conte di Montechiarugolo    |                      |                                             |                                                                                       |  |  |       |  |  | Paolo Torelli, conte di Montechiarugolo |  |  |                                             |  |
|                                               |                      | Beatrice Pico della Mirandola               | Giovanni Francesco II Pico della Mirandola, signore di Mirandola e conte di Concordia |  |  |       |  |  |                                         |  |  |                                             |  |
|                                               |                      | Beatrice Pico della Mirandola               | Giovanni Francesco II Pico della Mirandola, signore di Mirandola e conte di Concordia |  |  |       |  |  |                                         |  |  |                                             |  |
|                                               |                      | Beatrice Pico della Mirandola               | Giovanna Carafa, signora di Roddi                                                     |  |  |       |  |  |                                         |  |  |                                             |  |
| Pio Torelli, conte di Montechiarugolo         |                      | Beatrice Pico della Mirandola               |                                                                                       |  |  |       |  |  |                                         |  |  |                                             |  |
|                                               |                      | Marco Bonelli, nobile di Alessandria        | Gerolamo Bonelli                                                                      |  |  |       |  |  |                                         |  |  |                                             |  |
|                                               |                      | Marco Bonelli, nobile di Alessandria        | Gerolamo Bonelli                                                                      |  |  |       |  |  |                                         |  |  |                                             |  |
|                                               |                      | Marco Bonelli, nobile di Alessandria        | …                                                                                     |  |  |       |  |  |                                         |  |  |                                             |  |
| Isabella Bonelli                              |                      | Marco Bonelli, nobile di Alessandria        |                                                                                       |  |  |       |  |  |                                         |  |  |                                             |  |
|                                               |                      | Dominia de' Gibertis                        | Gerolamo de' Gibertis                                                                 |  |  |       |  |  |                                         |  |  |                                             |  |
|                                               |                      | Dominia de' Gibertis                        | Gerolamo de' Gibertis                                                                 |  |  |       |  |  |                                         |  |  |                                             |  |
|                                               |                      | Dominia de' Gibertis                        | Gardina Ghislieri                                                                     |  |  |       |  |  |                                         |  |  |                                             |  |
| Adriano Torelli                               |                      | Dominia de' Gibertis                        |                                                                                       |  |  |       |  |  |                                         |  |  |                                             |  |
|                                               | Costanzo Bentivoglio | Annibale II Bentivoglio, signore di Bologna |                                                                                       |  |  |       |  |  |                                         |  |  |                                             |  |
|                                               | Costanzo Bentivoglio | Annibale II Bentivoglio, signore di Bologna |                                                                                       |  |  |       |  |  |                                         |  |  |                                             |  |
|                                               | Costanzo Bentivoglio | Lucrezia d'Este                             |                                                                                       |  |  |       |  |  |                                         |  |  |                                             |  |
| Cornelio I Bentivoglio, marchese di Gualtieri | Costanzo Bentivoglio |                                             |                                                                                       |  |  |       |  |  |                                         |  |  |                                             |  |
|                                               |                      | Costanza Elena Rangoni                      | Guido Rangoni, conte                                                                  |  |  |       |  |  |                                         |  |  |                                             |  |
|                                               |                      | Costanza Elena Rangoni                      | Guido Rangoni, conte                                                                  |  |  |       |  |  |                                         |  |  |                                             |  |
|                                               |                      | Costanza Elena Rangoni                      | Laura Sanvitale                                                                       |  |  |       |  |  |                                         |  |  |                                             |  |
| Ginevra Bentivoglio                           |                      | Costanza Elena Rangoni                      |                                                                                       |  |  |       |  |  |                                         |  |  |                                             |  |
|                                               |                      | Nicolò Bendidio                             | …                                                                                     |  |  |       |  |  |                                         |  |  |                                             |  |
|                                               |                      | Nicolò Bendidio                             | …                                                                                     |  |  |       |  |  |                                         |  |  |                                             |  |
|                                               |                      | Nicolò Bendidio                             | …                                                                                     |  |  |       |  |  |                                         |  |  |                                             |  |
| Isabella Bendidio                             |                      | Nicolò Bendidio                             |                                                                                       |  |  |       |  |  |                                         |  |  |                                             |  |
|                                               |                      | Alessandra Rossetti                         | …                                                                                     |  |  |       |  |  |                                         |  |  |                                             |  |
|                                               |                      | Alessandra Rossetti                         | …                                                                                     |  |  |       |  |  |                                         |  |  |                                             |  |
|                                               |                      | Alessandra Rossetti                         | …                                                                                     |  |  |       |  |  |                                         |  |  |                                             |  |
|                                               |                      | Alessandra Rossetti                         |                                                                                       |  |  |       |  |  |                                         |  |  |                                             |  |